# Even-bitantaji nemzetiségi járás

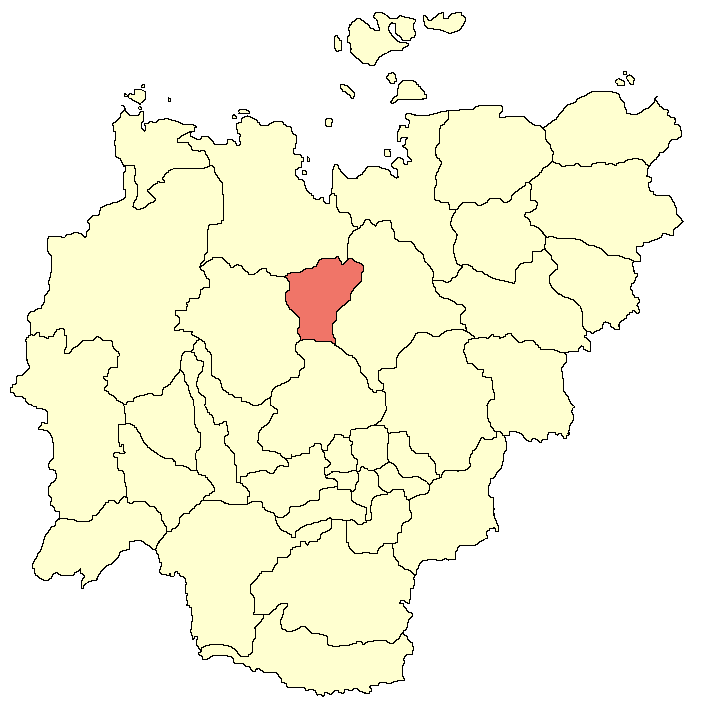
Az Even-Bitantaji nemzetiségi járás Jakutföldön

Az Even-Bitantaji nemzetiségi járás (oroszul Эвено-Бытантайский национальный улус, jakut nyelven Эбээн-Бытантай улууhа) Oroszország egyik járása Jakutföldön. Székhelye Batagaj-Alita.

## Népesség
- 2002-ben 2761 lakosa volt, melyből 903 even (32,25%).
- 2010-ben 2867 lakosa volt, melyből 1521 even, 1272 jakut, 25 orosz stb.